# Alejandro Arribas
Alejandro Arribas Garrido (Madrid, 1 de maio de 1989) é um futebolista profissional espanhol que atua como zagueiro, atualmente defende o Real Oviedo.

## Títulos

### Sevilla
- Liga Europa: 2014-15